# Vadim Sjarifijanov
Vadim Rimovitj Sjarifijanov, ryska: Вадим Римович Шарифьянов, född 23 december 1975 i Ufa i Sovjetunionen, är en rysk före detta professionell ishockeyspelare. Sjarifijanov spelade åren 1997–2000 i NHL för New Jersey Devils och Vancouver Canucks. Han spelade också för Devils och Canucks farmarlag, Albany River Rats i AHL respektive Kansas City Blades i IHL.

## IHL
Vadim Sjarifijanov inledde sin professionella ishockeykarriär i den ryska IHL-ligan för Salavat Julajev Ufa säsongen 1992–93 och spelade för dem fram till och med säsongen 1993–94. 1994–95 spelade han för CSKA Moskva innan han i slutet av samma säsong åkte över till Nordamerika för att prova på spel i New Jersey Devils organisation.

## Nordamerika

### Albany River Rats
Sjarifijanov hade valts i första rundan som 25:e spelare totalt i NHL-draften 1994 av New Jersey Devils. Han avslutade säsongen 1994–95 med spel i AHL och Albany River Rats. I sin första och enda match för River Rats i grundserien det året gjorde Sjarifijanov ett mål och en assist. På 9 matcher i AHL-slutspelet 1995 gjorde han 3 mål och 3 assist för totalt 6 poäng och var en del av det lag som vann Calder Cup efter att River Rats besegrat Fredericton Canadiens, farmarlag till Montreal Canadiens, i finalen med 4-0 i matcher. New Jersey Devils vann samma säsong Stanley Cup efter att ha slagit Detroit Red Wings i finalen med 4-0 i matcher, dock utan något deltagande från Sjarifijanovs sida.
Sjarifijanov hade svårt att ta en plats i New Jersey Devils följande säsong och spelade hela säsongen 1995–96 i Albany. Säsongen 1996–97 spelade han mestadels med River Rats i AHL men fick 3 januari 1997 chansen att göra NHL-debut för New Jersey Devils mot Ottawa Senators. Devils vann matchen med 1-0 men Sjarifijanov gick poänglös. Han spelade ytterligare en match i NHL den säsongen med Devils mot Colorado Avalanche innan han spelade klart säsongen i AHL.
Sjarifijanov tillbringade hela säsongen 1997–98 i AHL där han gjorde 23 mål och 27 assist för totalt 50 poäng på 72 matcher för Albany River Rats. I slutspelet gjorde han 4 mål och 9 assist för 13 poäng på 12 matcher.

### New Jersey Devils
Säsongen 1998–99 fick Sjarifijanov chansen igen i New Jersey Devils och gjorde sin första poäng i en match mot Pittsburgh Penguins 13 november 1998 då han registrerades för en assist. Dagen efter, 14 november 1998, gjorde han sitt första NHL-mål bakom Philadelphia Flyers målvakt Ron Hextall i en match Devils förlorade med 6-1. Sjarifijanov gjorde 11 mål och 16 assist för totalt 27 poäng på 53 matcher under sin rookie-säsong i NHL. Han spelade även 4 matcher i slutspelet där Devils i åkte ut i första rundan mot Pittsburgh Penguins.

### Vancouver Canucks
Säsongen 1999–00 gick trögare för Sjarifijanov som endast gjorde 3 mål på 20 matcher för Devils innan han byttes bort till Vancouver Canucks. Sjarifijanov fick en flygande start i Canucks och gjorde mål direkt i sin första match för klubben mot Dallas Stars. Han gjorde även ett mål i sin tredje match för Canucks mot Detroit Red Wings men sedan tog det roliga slut för Sjarifijanov. På de sista 14 matcherna han spelade för Canucks säsongen 1999–00 lyckades han endast producera en ynka assist.
Säsongen 2000–01 misslyckades Sjarifijanov med att ta en plats i Vancouver Canucks och han skickades ner till klubbens samarbetspartner Kansas City Blades i IHL. Sjarifijanov spelade en säsong i IHL och gjorde 20 mål och 43 assist för totalt 63 poäng på 70 matcher innan han återvände hem till Ryssland.
Sjarifijanov gjorde totalt 16 mål och 21 assist för 37 poäng på 92 grundseriematcher i NHL. Han samlade också på sig 50 utvisningsminuter och hade en sammanlagd plus och minusstatistik på −2. På 4 slutspelsmatcher avfyrade han tre skott mot motståndarlagets målbur.

## Ryssland

### RSL
Sjarifijanov inledde säsongen 2001–02 i Lada Togliatti i RSL men spelade endast 4 matcher för klubben. Han avslutade säsongen med spel i Severstal Tjerepovets. 
Säsongen 2002–2003 inledde Sjarifijanov med spel i huvudstadsklubben Spartak Moskva. Efter endast 2 mål och 2 assist på 23 matcher för klubben bytte Sjarifijanov lag till Krylja Sovetov. På 16 matcher för Krylja Sovetov gjorde han 5 mål och 3 assist.
Säsongen 2003–2004 spelade Sjarifijanov åter igen för en ny klubb i RSL, denna gången Metallurg Novokuznetsk. Samma visa skulle dock upprepa sig från de föregående två säsongerna då han misslyckades med att göra ett starkt intryck och endast gjorde en assist på sju matcher. Sjarifijanov avslutade säsongen i SKA Sankt Petersburg, hans sjätte klubb på tre år.

### VHL
2005–2010 spelade Sjarifijanov i den ryska andradivisionen Vysshaja hokkeinaja liga för Sputnik Nizjnij Tagil, Toros Neftekamsk, HK Rys Podolsk och HK Kaszink-Torpedo Ust-Kamenogorsk. Säsongen 2009–10 spelade han även i den kazakiska ligan för HK Ertis Pavlodar.

## Sverige och Frankrike
Säsongen 2004–2005 återfanns Vadim Sjarifijanov inledningsvis i Allsvenskan med Arboga IK. 7 matcher och 3 assist blev Sjarifijanovs facit i klubben. Han avslutade säsongen med spel i Ligue Magnus-klubben Rapaces de Gap i Gap i sydöstra Frankrike. 2 mål och 7 assist på 15 matcher lyckades Sjarifijanov producera i Ligue Magnus.

## Internationellt
Sjarifijanov spelade två JVM-turneringar för Ryssland, 1994 och 1995, med ett brons och ett silver som resultat. Han gjorde sammanlagt 6 mål och 8 assist för 14 poäng på 14 spelade matcher.

## Meriter
- JVM-brons – 1994
- JVM-silver – 1995
- Calder Cup – 1994–95
- Månadens rookie i NHL – december 1998

## Statistik
VHL = Vysshaja hokkeinaja liga

### Klubbkarriär
| 1992–93    | Salavat Julajev Ufa    | IHL          | 37 | 6  | 4  | 10 | 16 | 2  | 1 | 0 | 1  | 0  |
| 1993–94    | Salavat Julajev Ufa    | IHL          | 46 | 10 | 6  | 16 | 36 | 5  | 3 | 0 | 3  | 4  |
| 1994–95    | CSKA Moskva            | IHL          | 34 | 7  | 3  | 10 | 26 | 2  | 0 | 0 | 0  | 0  |
| 1994–95    | Albany River Rats      | AHL          | 1  | 1  | 1  | 2  | 0  | 9  | 3 | 3 | 6  | 10 |
| 1995–96    | Albany River Rats      | AHL          | 69 | 14 | 28 | 42 | 28 | —  | — | — | —  | —  |
| 1996–97    | Albany River Rats      | AHL          | 70 | 14 | 27 | 41 | 89 | 10 | 3 | 3 | 6  | 6  |
| 1996–97    | New Jersey Devils      | NHL          | 2  | 0  | 0  | 0  | 0  | —  | — | — | —  | —  |
| 1997–98    | Albany River Rats      | AHL          | 72 | 23 | 27 | 50 | 69 | 12 | 4 | 9 | 13 | 6  |
| 1998–99    | New Jersey Devils      | NHL          | 53 | 11 | 16 | 27 | 28 | 4  | 0 | 0 | 0  | 0  |
| 1998–99    | Albany River Rats      | AHL          | 2  | 1  | 1  | 2  | 0  | —  | — | — | —  | —  |
| 1999–00    | New Jersey Devils      | NHL          | 20 | 3  | 4  | 7  | 8  | —  | — | — | —  | —  |
| 1999–00    | Vancouver Canucks      | NHL          | 17 | 2  | 1  | 3  | 14 | —  | — | — | —  | —  |
| 2000–01    | Kansas City Blades     | IHL          | 70 | 20 | 43 | 63 | 48 | —  | — | — | —  | —  |
| 2001–02    | Lada Togliatti         | RSL          | 4  | 0  | 0  | 0  | 12 | —  | — | — | —  | —  |
| 2001–02    | Severstal Tjerepovets  | RSL          | 25 | 9  | 3  | 12 | 2  | 2  | 0 | 0 | 0  | 6  |
| 2002–03    | Spartak Moskva         | RSL          | 23 | 2  | 2  | 4  | 12 | —  | — | — | —  | —  |
| 2002–03    | Krylja Sovetov         | RSL          | 16 | 5  | 3  | 8  | 34 | —  | — | — | —  | —  |
| 2003–04    | Metallurg Novokuznetsk | RSL          | 7  | 0  | 1  | 1  | 6  | —  | — | — | —  | —  |
| 2003–04    | SKA Sankt Petersburg   | RSL          | 20 | 2  | 2  | 4  | 20 | —  | — | — | —  | —  |
| 2004–05    | Arboga IK              | Allsvenskan  | 7  | 0  | 3  | 3  | 12 | —  | — | — | —  | —  |
| 2004–05    | Rapaces de Gap         | Ligue Magnus | 15 | 2  | 7  | 9  | 12 | 4  | 2 | 3 | 5  | 12 |
| 2005–06    | Sputnik Nizjnij Tagil  | VHL          | 47 | 8  | 15 | 23 | 78 | 5  | 0 | 1 | 1  | 2  |
| 2006–07    | Sputnik Nizjnij Tagil  | VHL          | 54 | 11 | 24 | 35 | 48 | 4  | 0 | 2 | 2  | 2  |
| 2007–08    | Toros Neftekamsk       | VHL          | 45 | 12 | 23 | 35 | 30 | 4  | 2 | 0 | 2  | 2  |
| 2008–09    | Toros Neftekamsk       | VHL          | 36 | 11 | 12 | 23 | 46 | —  | — | — | —  | —  |
| 2009–10    | HK Rys Podolsk         | VHL          | 23 | 4  | 10 | 14 | 22 | —  | — | — | —  | —  |
| 2009–10    | HK Kaszink-Torpedo     | VHL          | 4  | 0  | 1  | 1  | 2  | 7  | 0 | 2 | 2  | 6  |
| 2009–10    | HK Ertis Pavlodar      | Kazakstan    | 9  | 0  | 2  | 2  | 4  | –  | – | – | –  | –  |
| NHL totalt | NHL totalt             | NHL totalt   | 92 | 16 | 21 | 37 | 50 | —  | — | — | —  | —  |

### Internationellt
| År     | Lag      | Turnering |        | Matcher | Mål | Assist | Poäng | Utv |
| ------ | -------- | --------- | ------ | ------- | --- | ------ | ----- | --- |
| 1994   | Ryssland | JVM       | 7      | 2       | 2   | 4      | 10    |     |
| 1995   | Ryssland | JVM       | 7      | 4       | 6   | 10     | 6     |     |
| Totalt | Totalt   | Totalt    | Totalt | 14      | 6   | 8      | 14    | 16  |